# Première (magazine)
Pour les articles homonymes, voir Première.
Première est un magazine de cinéma mensuel français créé fin 1976.
Édité à l'origine par le groupe Les Éditions de France, il l'est ensuite par le groupe Hachette Filipacchi, puis par Lagardère, le groupe Rossel et enfin par Hildegarde.

## Historique
En 1976, Jean-Pierre Frimbois crée le magazine Onze, un magazine consacré au football à l'époque de l'épopée de l’Association sportive de Saint-Étienne en Coupe des clubs champions européens. Avec l'aide de Marc Esposito, alors secrétaire de rédaction de Onze, Frimbois conceptualise que ce qu’allait être Première. Leur éditeur Jean-Dominique Nouailhac est convaincu et lance le magazine de cinéma qui est conçu pour être moins élitiste que les Cahiers du cinéma et Positif. Jean-Pierre Frimbois trouve le titre Première en cherchant dans un dictionnaire du cinéma.
Pour le numéro 1, Jean-Pierre Frimbois organise un sondage auprès du personnel de la maison d’édition pour savoir qui sera la personnalité qui doit faire la couverture. C'est finalement Sylvia Kristel qui sera l'heureuse élue. Le magazine mettre en avant une nouvelle génération française montante d'actrices et d'acteurs avec en tête de liste Patrick Dewaere, Miou-Miou, Gérard Depardieu, Isabelle Huppert, Jacques Dutronc, Isabelle Adjani. En 1979, Onze et Première sont rachetés par le groupe Hachette.Jean-Pierre Frimbois quitte alors la direction de rédaction pour se consacrer exclusivement au magazine de football Onze et proposer d'autres créations de magazines au groupe Hachette, conseillant aussi de promouvoir alors Marc Esposito. Les ventes du magazine commencent à décoller, grâce à la qualité du magazine et au soutien actif de la part du groupe Hachette, dirigé alors par Bernard Loiseau. De 80 000 exemplaires en moyenne, le tirage passe un an plus tard à 150 000 exemplaires puis au bout de deux ans à 300 000 exemplaires. La barre des 500.000 exemplaires vendus sera même ponctuellement atteinte avec la sortie du film Fort Saganne et Gérard Depardieu en couverture En 1986, Marc Esposito va quitter à son tour la direction de la rédaction pour aller fonder un nouveau magazine de cinéma : Studio.
En décembre 1993, Alain Kruger devient directeur et rédacteur en chef de Première, au sein du groupe Hachette Filipacchi. Il voudra donner une nouvelle orientation au magazine, avec le concours du rédacteur en chef Jean-Yves Katelan, et des directrices artistiques Agnès Cruz et Marie Cruz. Mais au fil du temps, l'ensemble des formules proposées ne donnera jamais les résultats escomptés. Il faut dire qu'Internet et sa diffusion d'informations immédiates modifiera considérablement la situation des magazines en règle générale.
En octobre 2013, Denis Olivennes, PDG de Lagardère Active alors propriétaire du titre, annonce que le groupe cherche à se séparer de certains de ses magazines afin de se concentrer sur les marques les plus rentables (Elle, Paris Match, Télé 7 jours…). Dix autres titres, dont Première, seraient vendus ou arrêtés s'ils ne trouvaient pas d'acquéreur.
Le 2 avril 2014, un repreneur est annoncé : il s'agit du consortium 4B Media (Groupe Rossel-Reworld Media),. La marque Première (son magazine ainsi que le site qui accueille plus de 3,5 millions de visiteurs uniques par mois et l'application mobile) devient propriété à 100 % du groupe Rossel le 10 juillet 2014. 
Le magazine Première est repris en mai 2016 par LFF Médias, l'éditeur du magazine Le Film français. Le nouvel actionnaire de référence est Réginald de Guillebon, président de Hildegarde, la holding détenant les deux revues.
En janvier 2025, Première Media SARL, qui édite Première, est placé en redressement judiciaire.

## Diffusion
Ci-dessous, la diffusion payée en France de Première. Sources : ACPM.
| Titre    | 2006    | 2009    | 2010    | 2011    | 2012    | 2013    | 2014    | 2015   | 2016   | 2017   | 2018   | 2019   | 2020   | 2021   | 2022   | 2023   |
| -------- | ------- | ------- | ------- | ------- | ------- | ------- | ------- | ------ | ------ | ------ | ------ | ------ | ------ | ------ | ------ | ------ |
| Première | 180 447 | 150 285 | 135 713 | 135 093 | 132 396 | 119 065 | 103 703 | 97 642 | 90 071 | 78 718 | 62 724 | 65 204 | 66 506 | 55 503 | 52 901 | 48 763 |

Première est le premier magazine français sur le cinéma en termes de vente devant les Cahiers du cinéma.